# Microtendipes sakhalinensis
Microtendipes sakhalinensis är en tvåvingeart som beskrevs av Oksana V. Zorina 2001. Microtendipes sakhalinensis ingår i släktet Microtendipes och familjen fjädermyggor. Inga underarter finns listade i Catalogue of Life.